# Агади, Ахмед Эльтифатович
Ахмед Эльтифатович Агади (тат. Әхмәт Илтифат улы Әхәди; род. 30 марта 1965, Совхоз имени XXII партсъезда, Кировский район, Чимкентская область, Казахская ССР, СССР) — российский татарский оперный певец. Заслуженный артист Российской Федерации (1999), народный артист Республики Татарстан (2001). Лауреат Государственной премии Республики Татарстан имени Габдуллы Тукая (2008). Лауреат премии «Золотая маска» (2008).

## Биография
Ахмед Агади родился 30 марта 1965 года в деревне Совхоз имени XXII партсъезда Чимкентской области Казахской ССР.
Отец — Эльтифат Агади, перс по национальности, жил в Тебризе. В 20-летнем возрасте призван в шахскую армию, после окончания Второй мировой войны в 1946 году на границе попал в плен и был отправлен в Сибирь на принудительные работы, а после отбытия повинности остался на территории советского Казахстана, где трудился чабаном в совхозе. Мать — Аниса, в девичестве Садриева, из оренбургских татар. После того, как муж ушел на фронт, её мать с двумя детьми уехала из советской Татарии в Казахстан, где вскоре заболела и умерла, после чего Аниса с братом были взяты в узбекскую приёмную семью.
В семье Анисы и Эльтифата Агади было десять детей — четыре дочери и шесть сыновей. Ахмед стал седьмым ребёнком и младшим из братьев. Окончил казахскую сельскую школу. С ранних лет приобщился к труду, вместе с отцом работал в поле и пас овец. Ещё в детстве увлёкся пением, участвовал в школьном вокально-инструментальном ансамбле. В быту общался по-казахски, русский язык выучил к двадцати годам, позднее также овладел и татарским языком.
После окончания школы в возрасте 18 лет был призван в Советскую армию, служил сначала в Литве, затем перевёлся в Новосибирск. Участвовал в армейской самодеятельности, затем стал солистом духового оркестра воинской части под руководством военного дирижёра Н. Устюжанина. Под его началом учился музыкальной грамоте и готовился к поступлению в Новосибирскую консерваторию, куда не был принят. Затем попробовал поступить на эстрадное отделение Новосибирского музыкального училища, но и там получил отказ. Заметив природный талант абитурента-самородка, им занялась преподаватель училища Н. Дынкина, с которой Агади занимался вокалом, музыкальной литературой, русским языком, историей, философией. Оставшись в армии на сверхсрочную службу и продолжив участвовать в военном оркестре, поступил со второго раза в училище, во время учёбы в котором стал лауреатом окружного конкурса вокалистов.
В 1988 году уехал в Москву, где выдержал большой конкурс и поступил в Московскую государственную консерваторию имени П. И. Чайковского. Учился в мастерской профессора Е. Кибкало, в 1993 году стал дипломантом Международного конкурса вокалистов имени М. И. Глинки. На третьем курсе учёбы был взят на стажировку в Московский музыкальный театр имени К. С. Станиславского и В. И. Немировича-Данченко, где после окончания консерватории в 1993 году дальнейшие 11 лет служил солистом оперной труппы. Первой ролью стала партия Ленского в опере «Евгений Онегин» П. И. Чайковского, сценического опыта набирался под руководством А. Тителя. С 2005 года является солистом оперной труппы Мариинского театра, куда перешёл по приглашению В. Гергиева. Первой ролью в этом театре стала партия Хозе в опере «Кармен» Ж. Бизе. Своими любимыми композиторами называет Дж. Пуччини, П. Масканьи, Дж. Верди, Р. Леонкавалло, из певцов прошлого слушает Э. Карузо, П. Доминго, Л. Паваротти.
Активно гастролирует по России и за рубежом, участвует в оперных фестивалях, выступал на многих оперных сценах мира, в частности, в Большом театре (Москва), Михайловском театре (Санкт-Петербург), Красноярской опере (Красноярск), Новосибирском театре оперы и балета (Новосибирск), Самарском оперном театре (Самара), Большом театре Беларуси (Минск), Королевском театре (Копенгаген), Страсбургской опере (Страсбург), театре «Колон» (Буэнос-Айрес), Альберт-холле (Лондон), Голландской опере (Амстердам), Венгерском оперном театре (Будапешт). С 1995 года сотрудничает с Татарским театром оперы и балета имени Мусы Джалиля. Неоднократно принимал участие в Международном оперном фестивале имени В. И. Шаляпина в Казани, так, в 1998 году был признан лучшим голосом конкурса. В 2006 году стал первым певцом на татарской сцене, исполнившим партию поэта Г. Тукая в новопоставленной опере «Любовь поэта» Р. Ахияровой на либретто Р. Хариса. За эту работу в 2008 году был удостоен Государственной премии Республики Татарстан имени Г. Тукая и премии «Золотая маска». В 2011 году исполнил партию поэта М. Джалиля в опере «Джалиль» Н. Жиганова по либретто А. Файзи в новой постановке М. Панджавидзе, а в 2018 году представил роль И. Грозного на премьере оперы «Сююмбике» Ахияровой и Хариса.

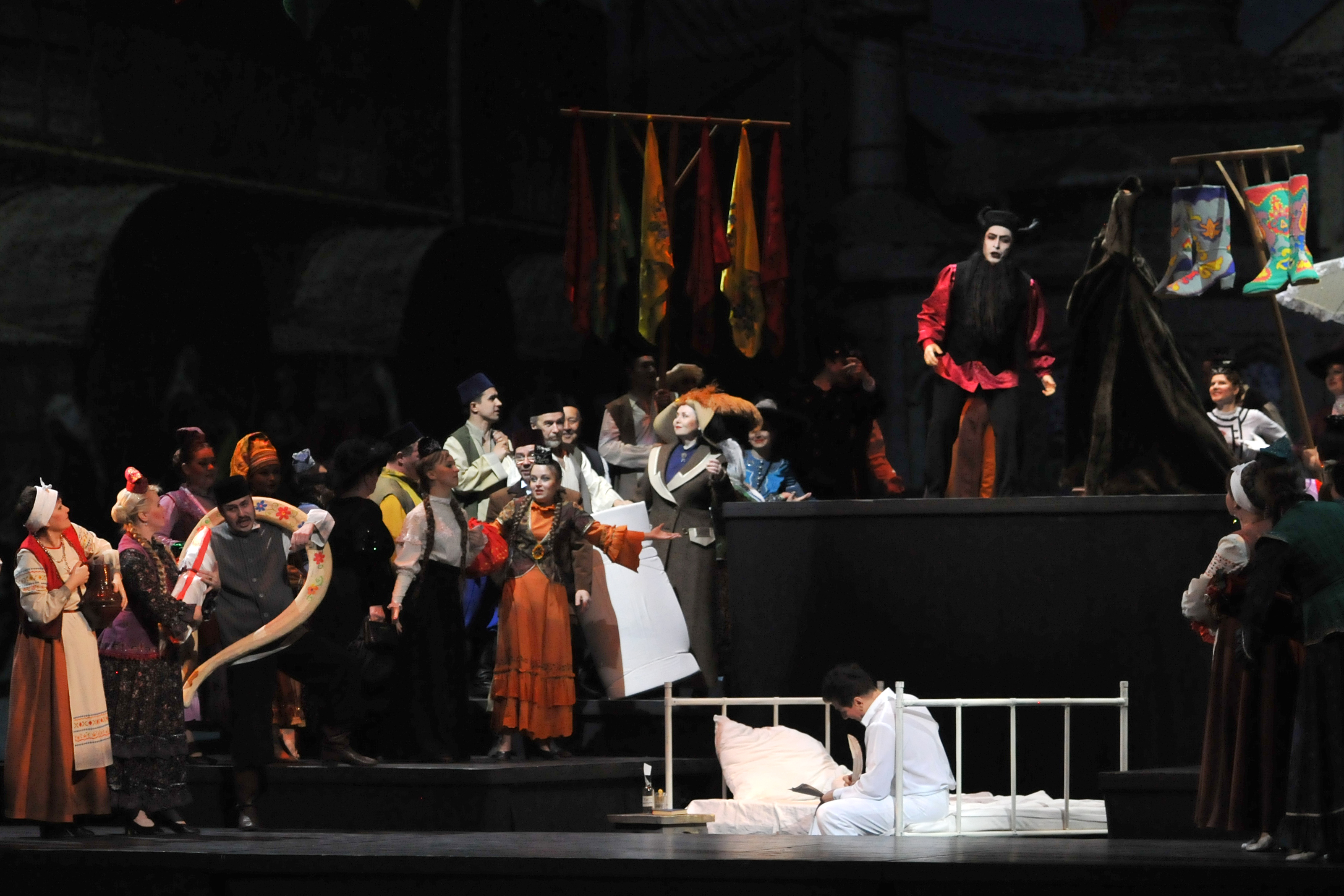
«Любовь поэта»
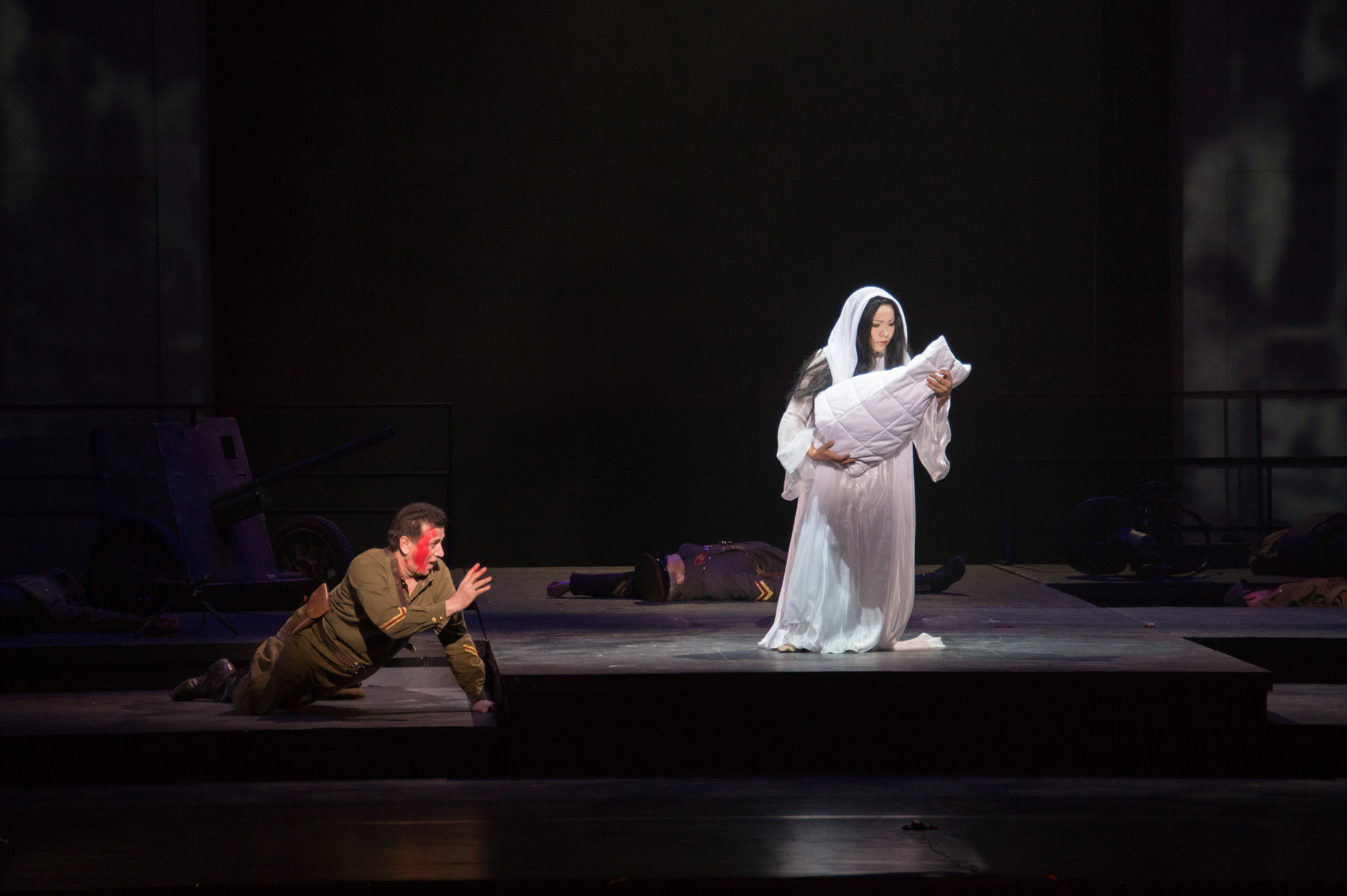
«Джалиль»
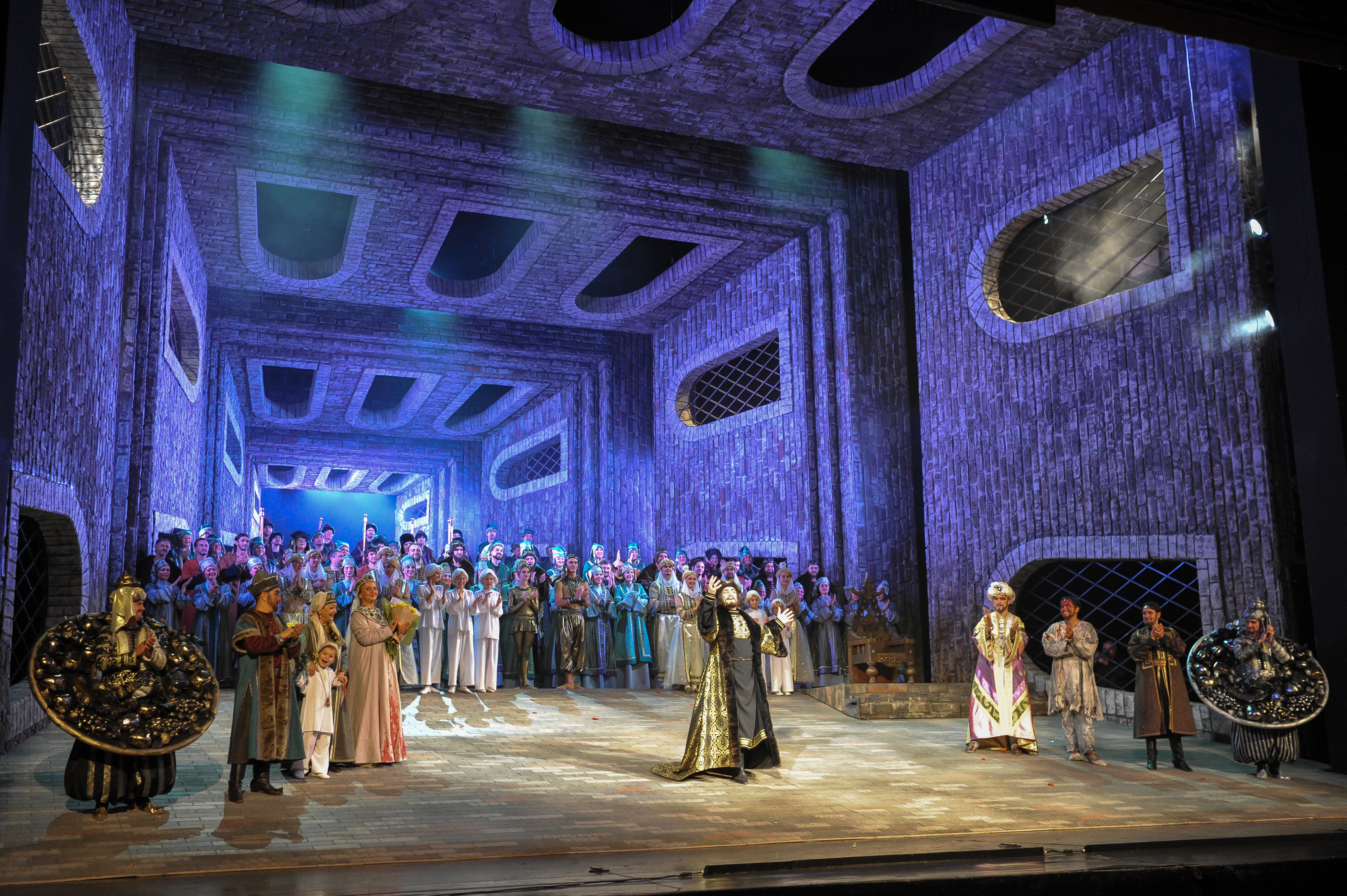
«Сююмбике»

## Репертуар
Певческий голос — лирико-драматический тенор. Необычайно широкий голосовой диапазон, способность брать верхние ноты и филировать звук в любом регистре сочетается у Агади, по оценкам критиков, с подлинно актёрским дарованием. Поёт практически весь репертуар героического тенора, за исключением произведений Р. Вагнера. Партии — Ленский («Евгений Онегин»), Водемон («Иоланта» П. Чайковского), Баян («Руслан и Людмила М. Глинки»), Моцарт («Моцарт и Сальери» Н. Римского-Корсакова), молодой цыган («Алеко» С. Рахманинова), дон Антонио («Обручение в монастыре» С. Прокофьева), граф Альмавива («Севильский цирюльник» Дж. Россини), Фауст («Фауст» Ш. Гуно), Альфред («Летучая мышь» И. Штрауса), дон Хозе («Кармен» Ж. Бизе), Неморино («Любовный напиток»), Эдгар Рейвенсвуд («Лючия ди Ламмермур» Г. Доницетти), дон Карлос («Дон Карлос»), Радамес («Аида»), Альфред Жермон («Травиата»), дон Альваро («Сила судьбы»), герцог Мантуанский («Риголетто»), Габриэль Адорно («Симон Бокканегра»), Манрико («Трубадур» Дж. Верди), Василий («Сибирь» У. Джордано), Мориц Саксонский («Адриана Лекуврёр» Ф. Чилеа), Арлекин, Канио («Паяцы» Р. Леонкавалло), Туридду («Сельская честь» П. Масканьи), Рудольф («Богема»), Пинкертон («Мадам Баттерфляй»), Марио Каварадосси («Тоска»), Калаф («Турандот»), Дик Джонсон («Девушка с Запада»), кавалер де Гриё («Манон Леско» Дж. Пуччини), дон Оттавио («Дон Жуан» В. Моцарта), Пако («Жизнь коротка» М. де Фальи), Джик («Алтынчеч»), Муса Джалиль («Джалиль» Н. Жиганова), Габдулла Тукай («Любовь поэта»), Иван Грозный («Сююмбике» Р. Ахияровой), тенор («Торжественная месса» Л. ван Бетховена, «Реквием» Дж. Верди, симфония № 8, «Песнь о земле» Г. Малера, «Колокола» С. Рахманинова).
Необходимо определённое время, чтобы выучить партию, войти в образ, понять поступки своего героя. Сложнее всего учить новое, неизведанное… Во время пения я нахожусь в роли: если радость — в данный момент я радуюсь, если страдание — надо мощно показать страдание… Когда ты в хорошей форме и голос отдохнувший, чувствуешь, что получаешь удовольствие от пения. В целом это, конечно, удовольствие. Зритель не должен видеть, что актёр не в форме, ему трудно петь, не получается характер и т.д. Работа остаётся на репетиции, спектакль уже должен нести радость и оптимизм. А когда зрители кричат «Браво», это очень окрыляет артиста.Ахмед Агади, из интервью.

## Награды
Звания

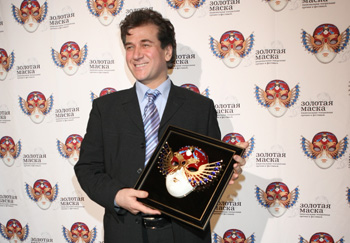
С премией «Золотая маска», 2008 год

- Почётное звание «Заслуженный артист Российской Федерации» (1999 год) — за большой вклад в развитие музыкального искусства[40].
- Почётное звание «Народный артист Республики Татарстан» (2001 год)[1][15].

Премии
- Государственная премия Республики Татарстан имени Габдуллы Тукая (2008 год) — за исполнение главной партии в опере «Любовь поэта» в составе творческой группы Татарского государственного академического театра оперы и балета им. М. Джалиля[41].
- Премия «Золотая маска» в категории «мужская роль» конкурса оперных спектаклей (2008 год) — за роль Тукая в опере «Любовь поэта», Театр оперы и балета, Казань[42][43].

## Личная жизнь
Жена — Ирина Седова, выпускница Института имени Гнесиных, композитор, искусствовед, телеведущая, заслуженный работник культуры Российской Федерации (2013). Сын — Артём, студент МГТУ имени Н. Э. Баумана. Увлекается танцами, рисованием, лепкой, занимается фигурным катанием и плаванием.